# Tähe tänav
La rue de l'Étoile (estonien: Tähe tänav, nom historique allemand Stern Strasse) est une rue de Tartu en Estonie.

## Présentation
La rue Tähe est une rue longue de 4,1 km. 
Elle commence à l'intersection des rues Riia tänav et Võru tänav, traverse les quartiers de Karlova et Ropka et atteint la frontière de la ville dans le quartier industriel de Ropka.

## Lieux et bâtiments

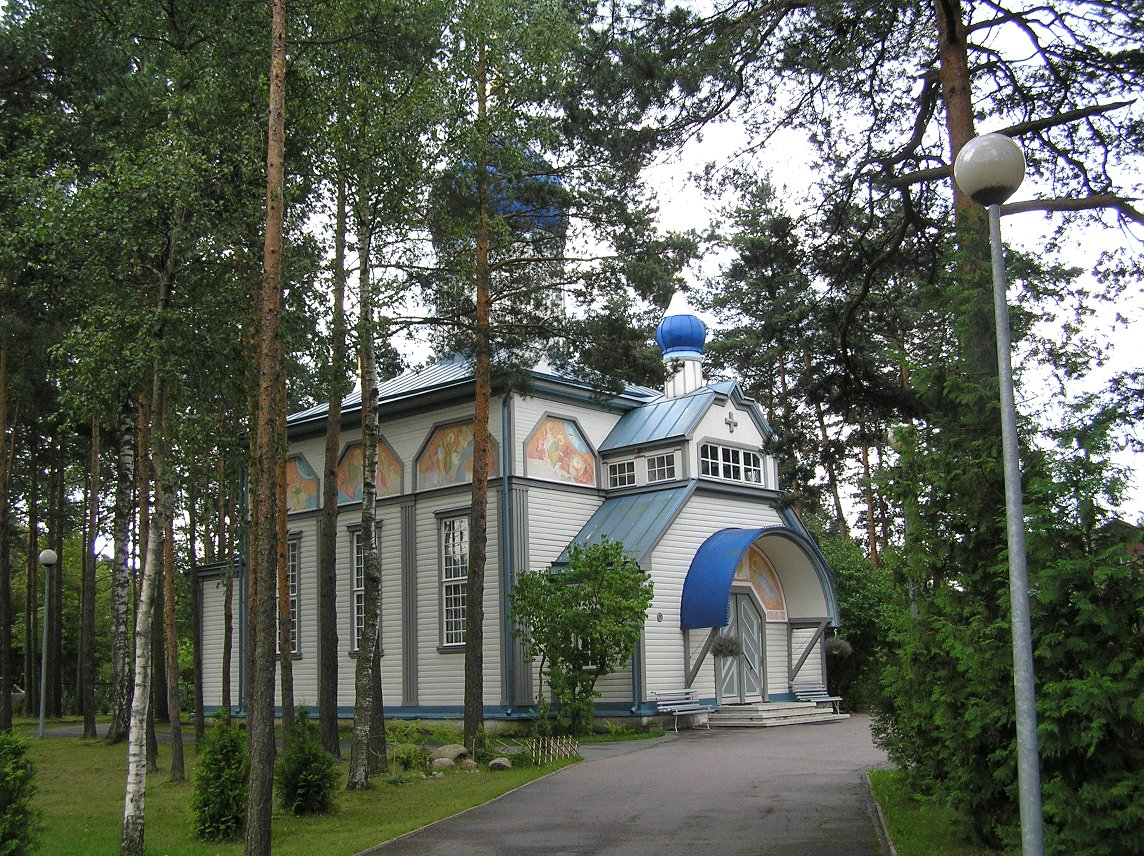
Tähe 2, Église Saint-Jean-Baptiste
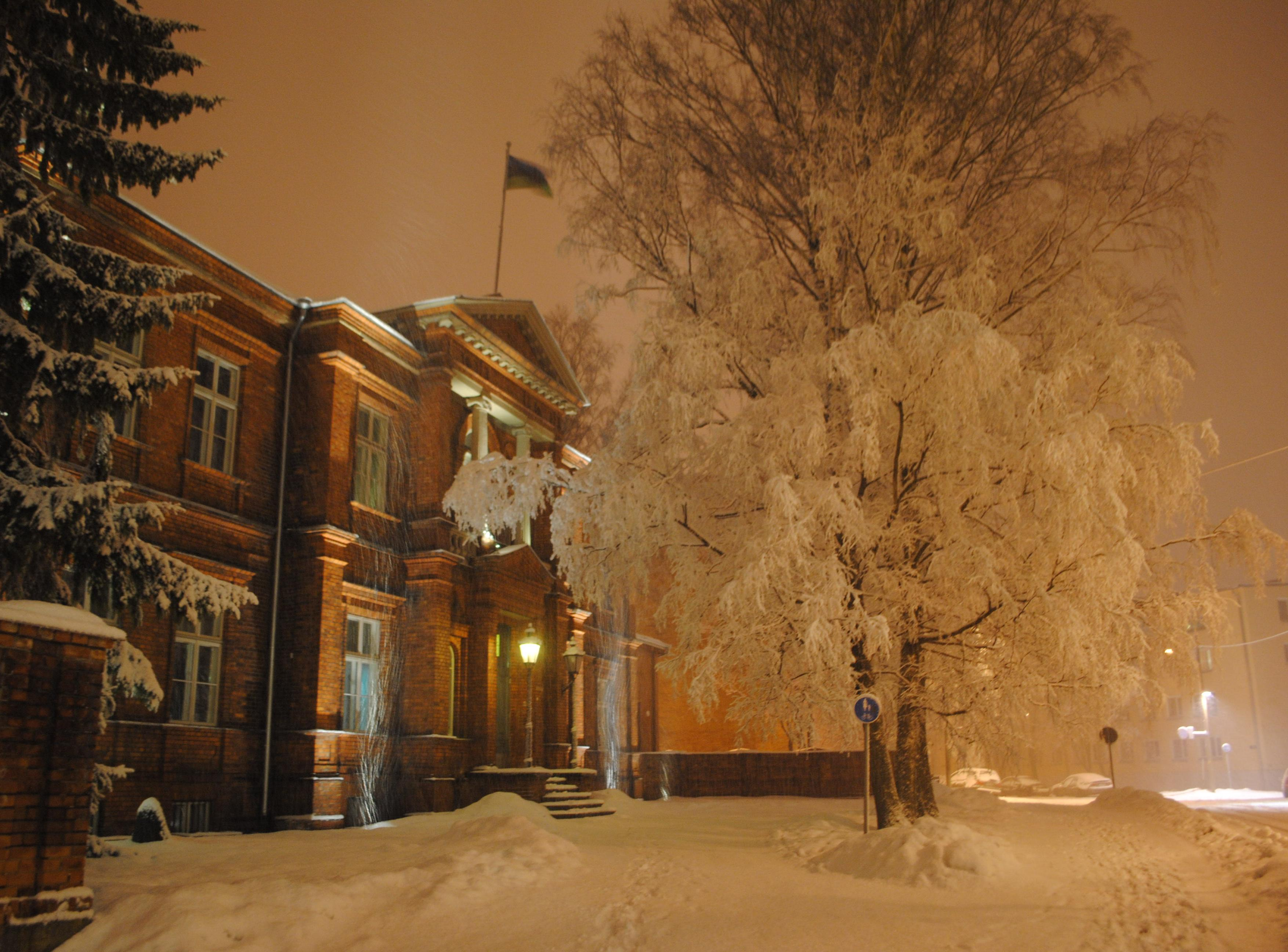
Tähe 3
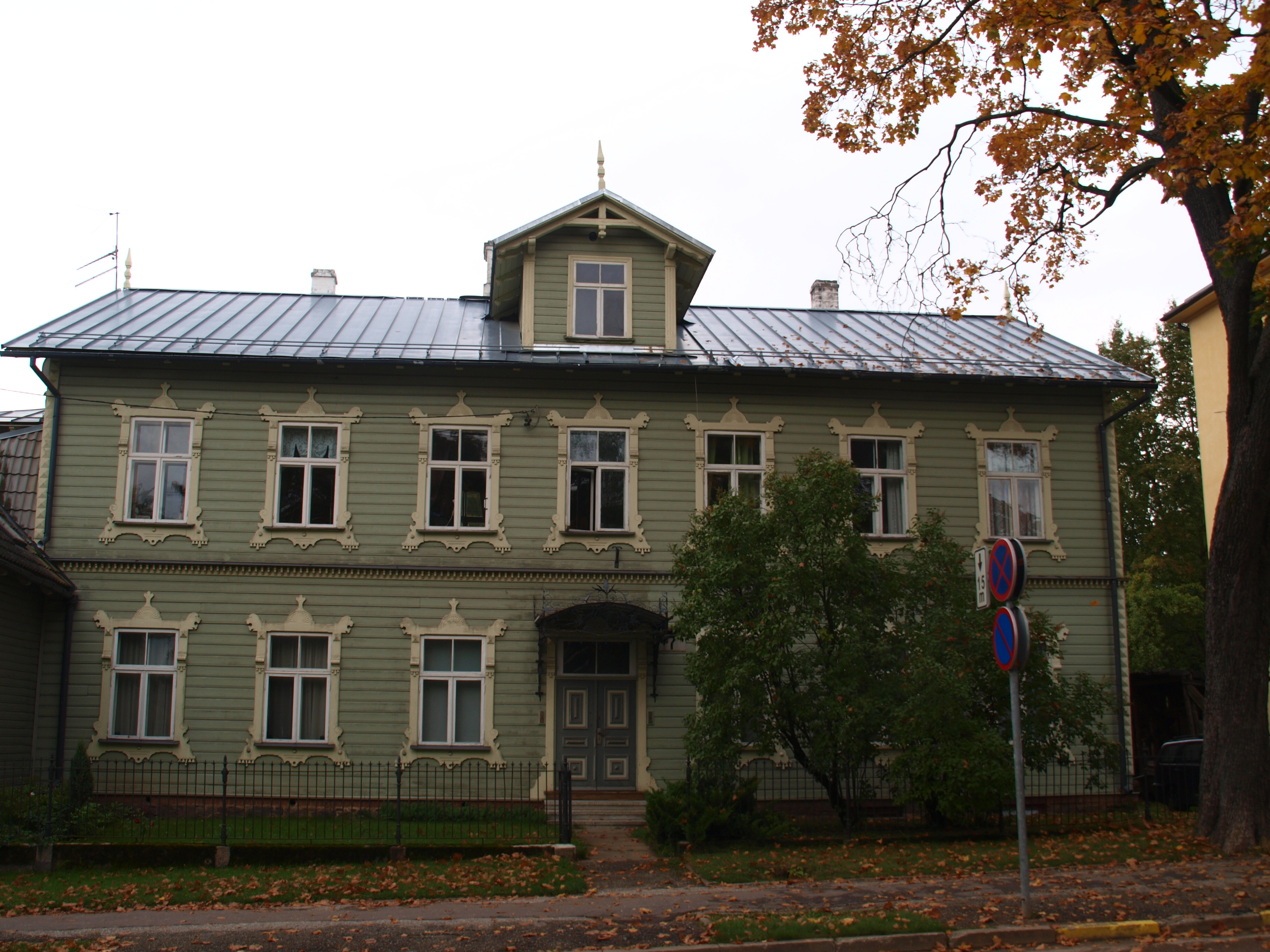
Tähe 7
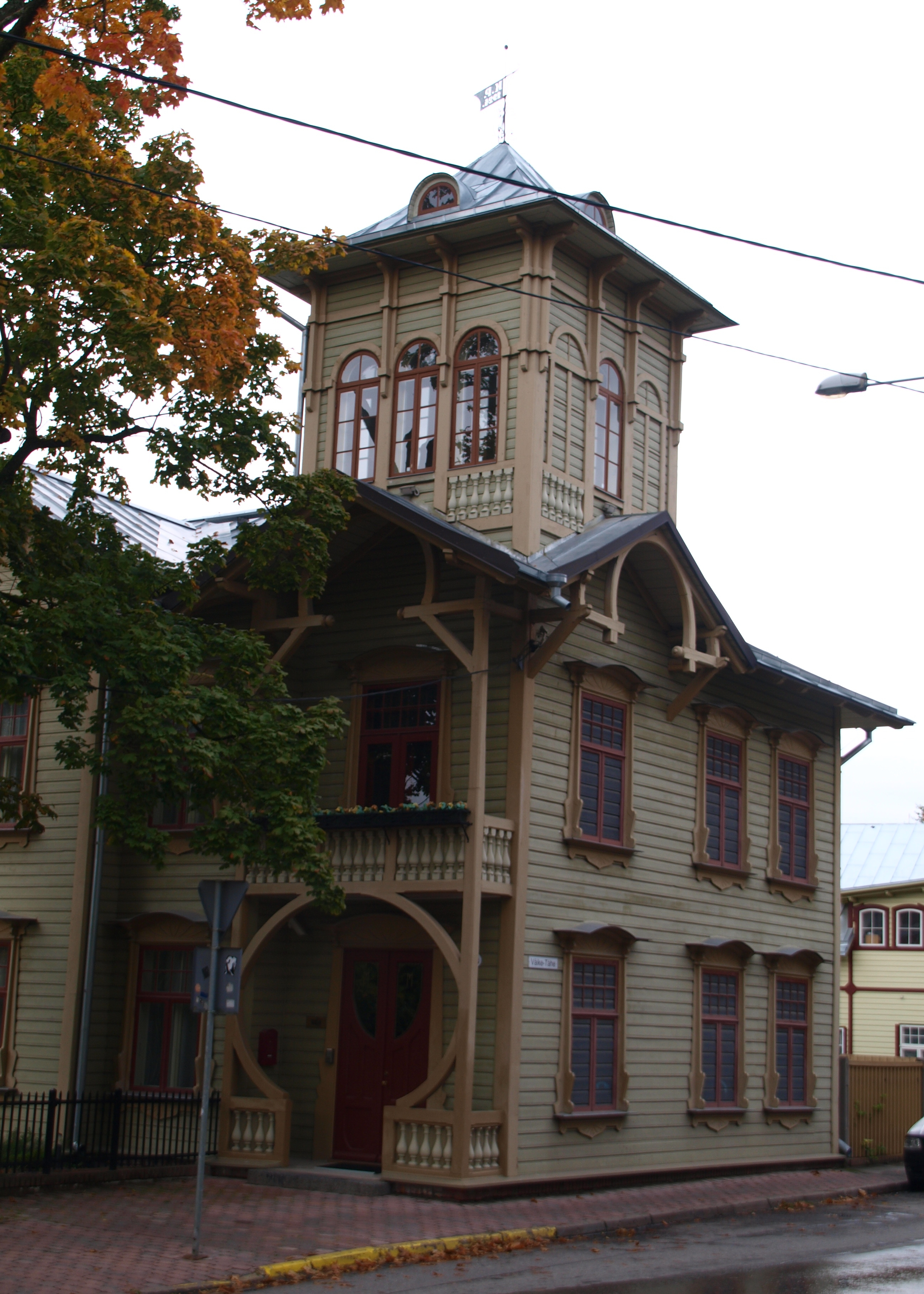
Tähe 11
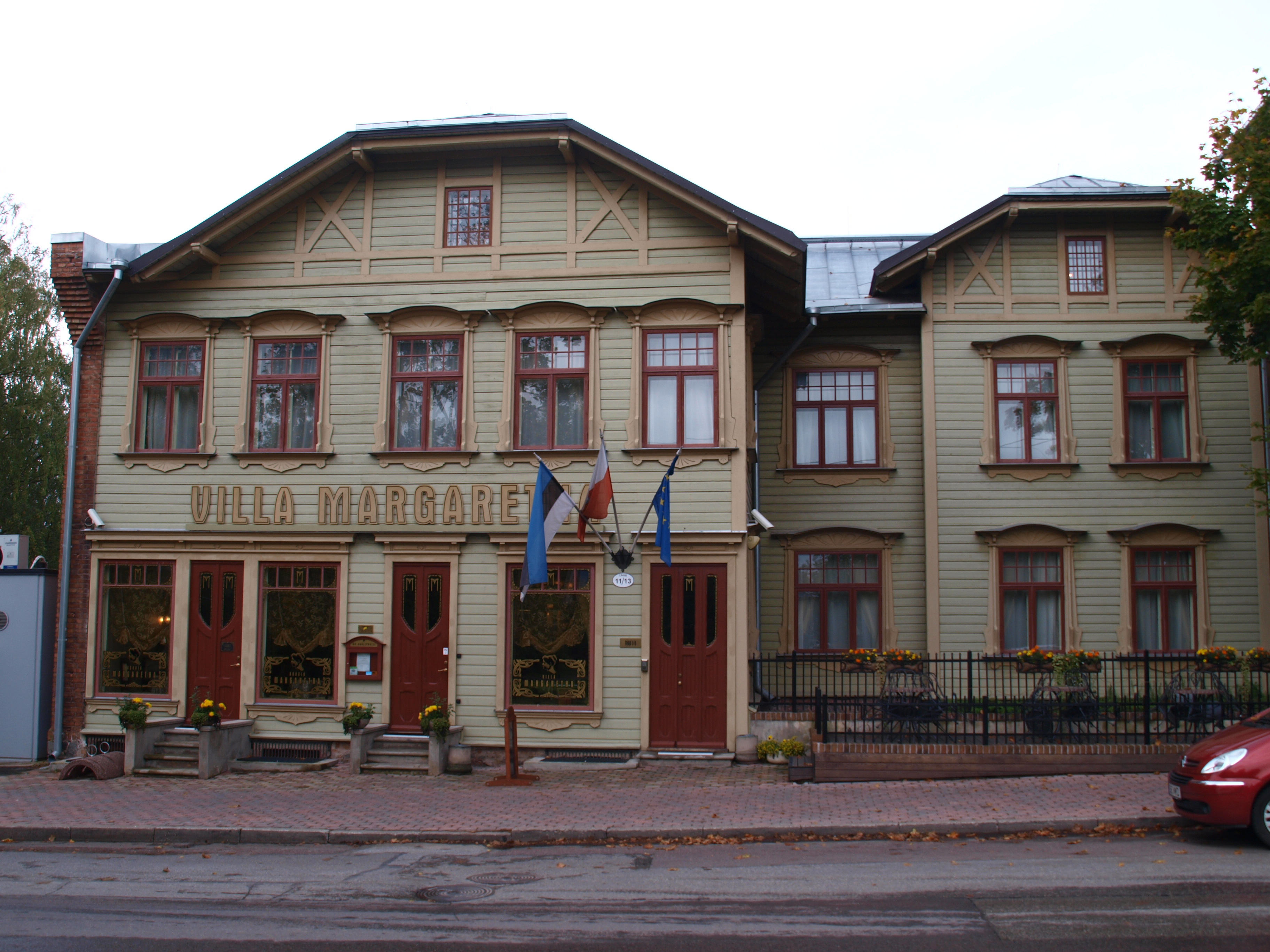
Tähe 11
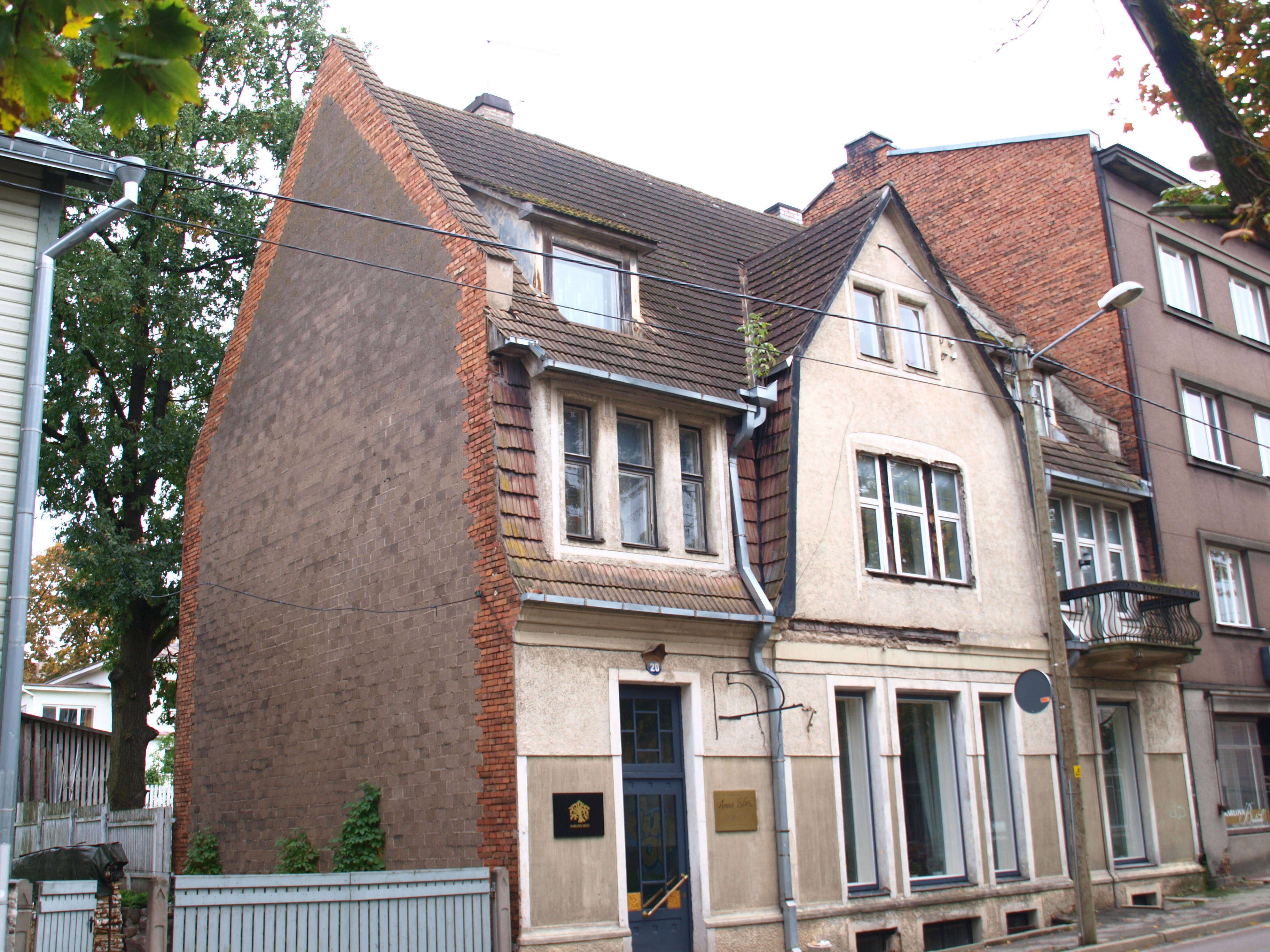
Tähe 20
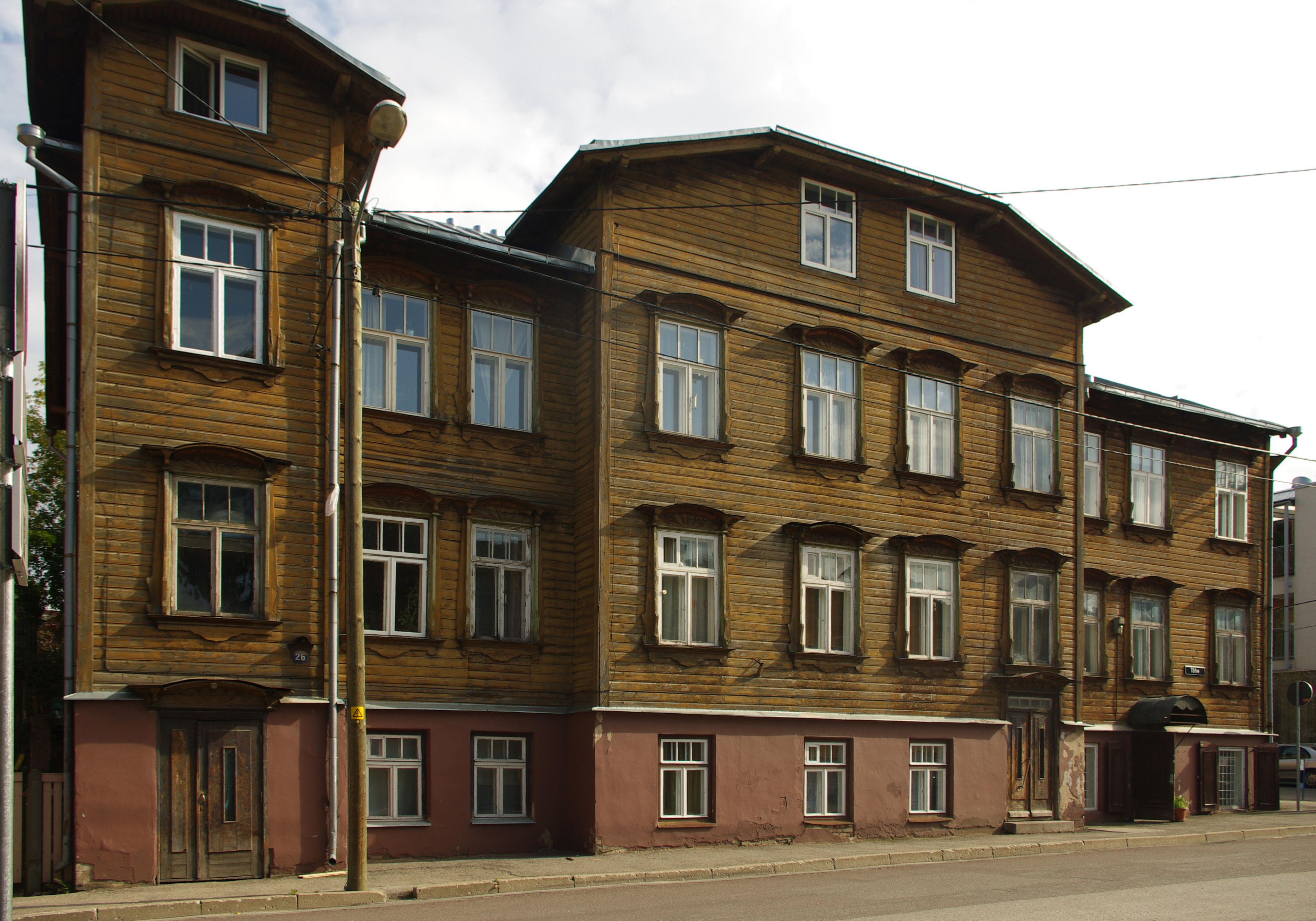
Tähe 26
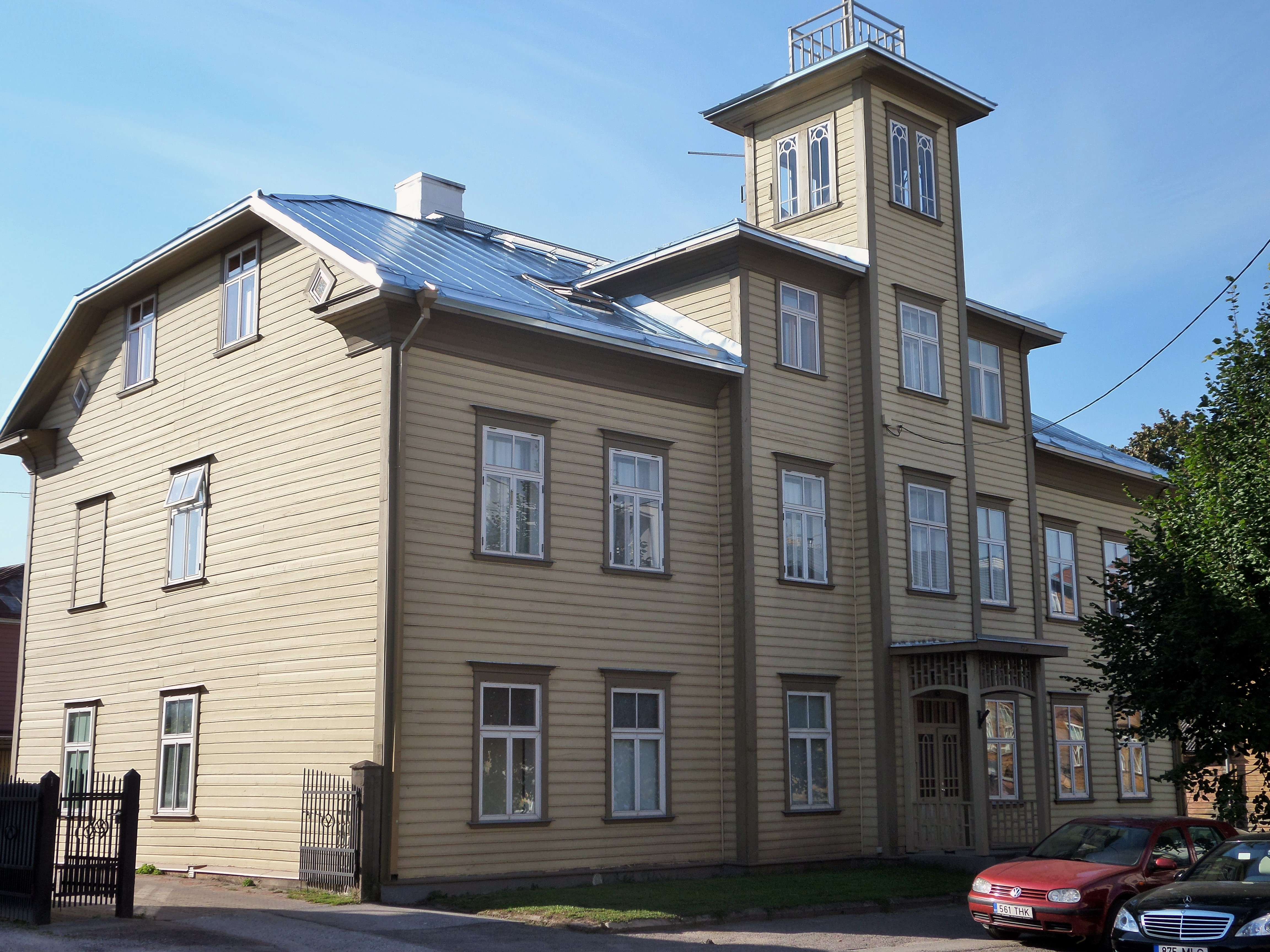
Tähe 31
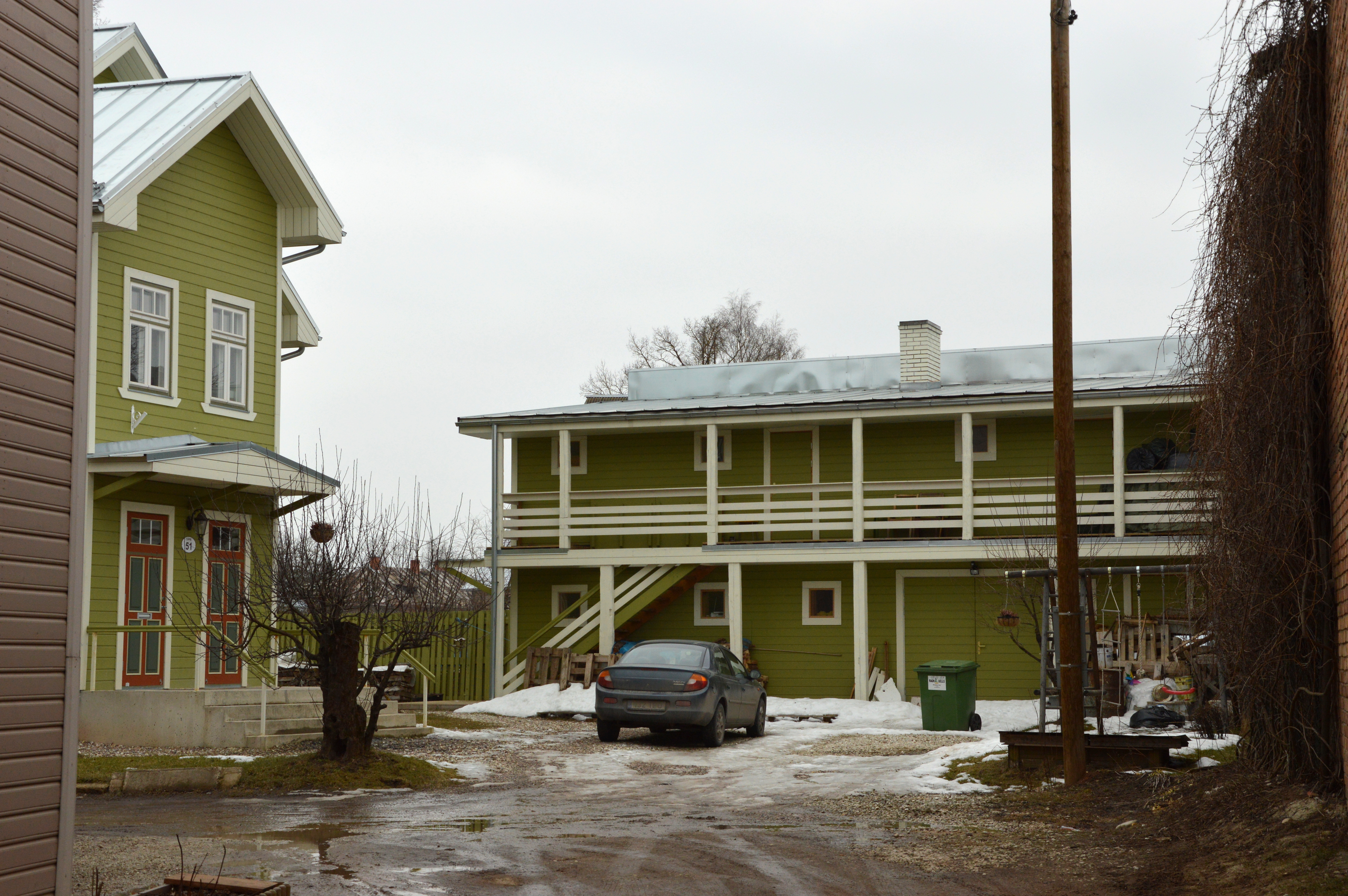
Tähe 51
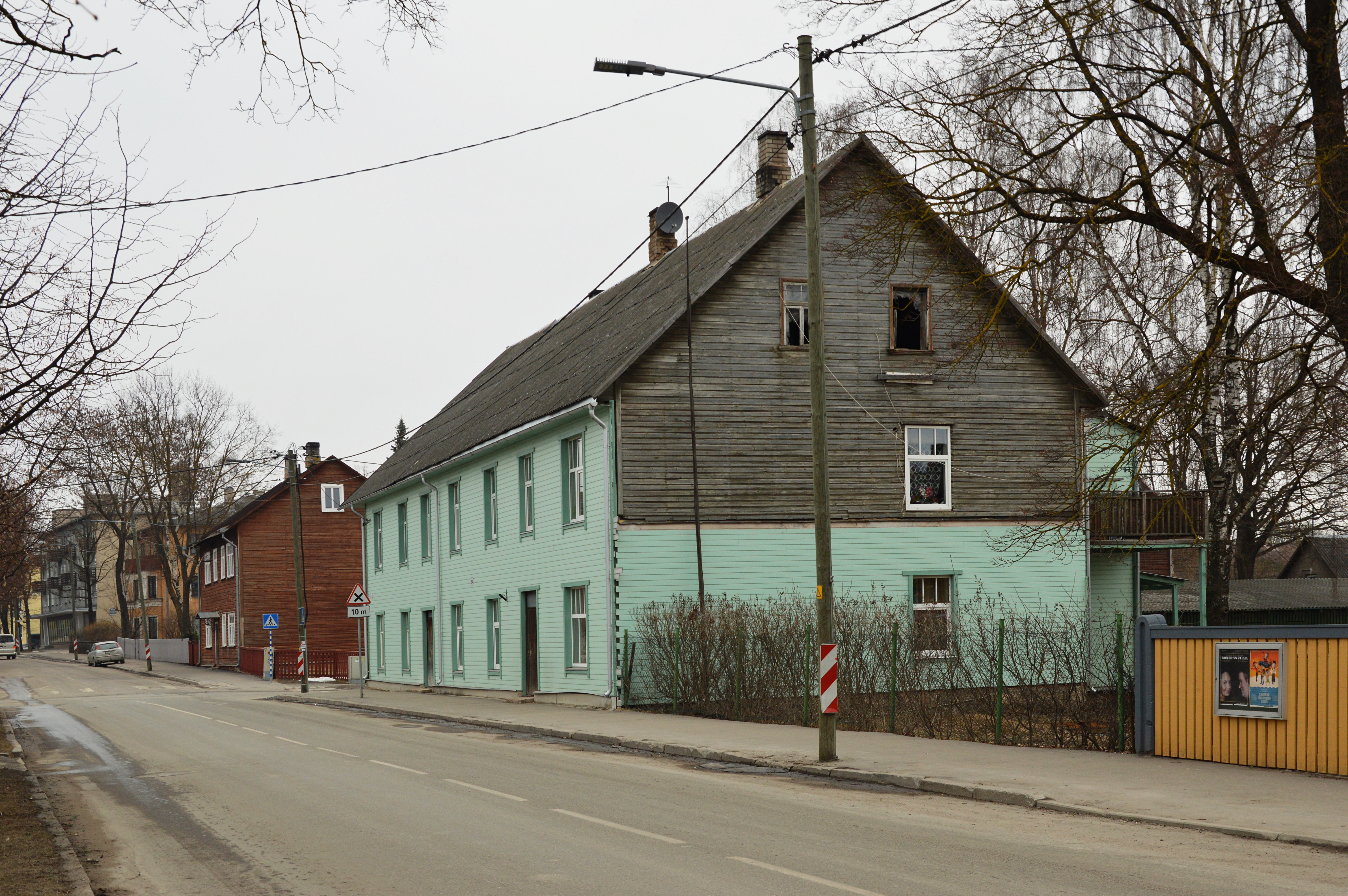
Tähe 64
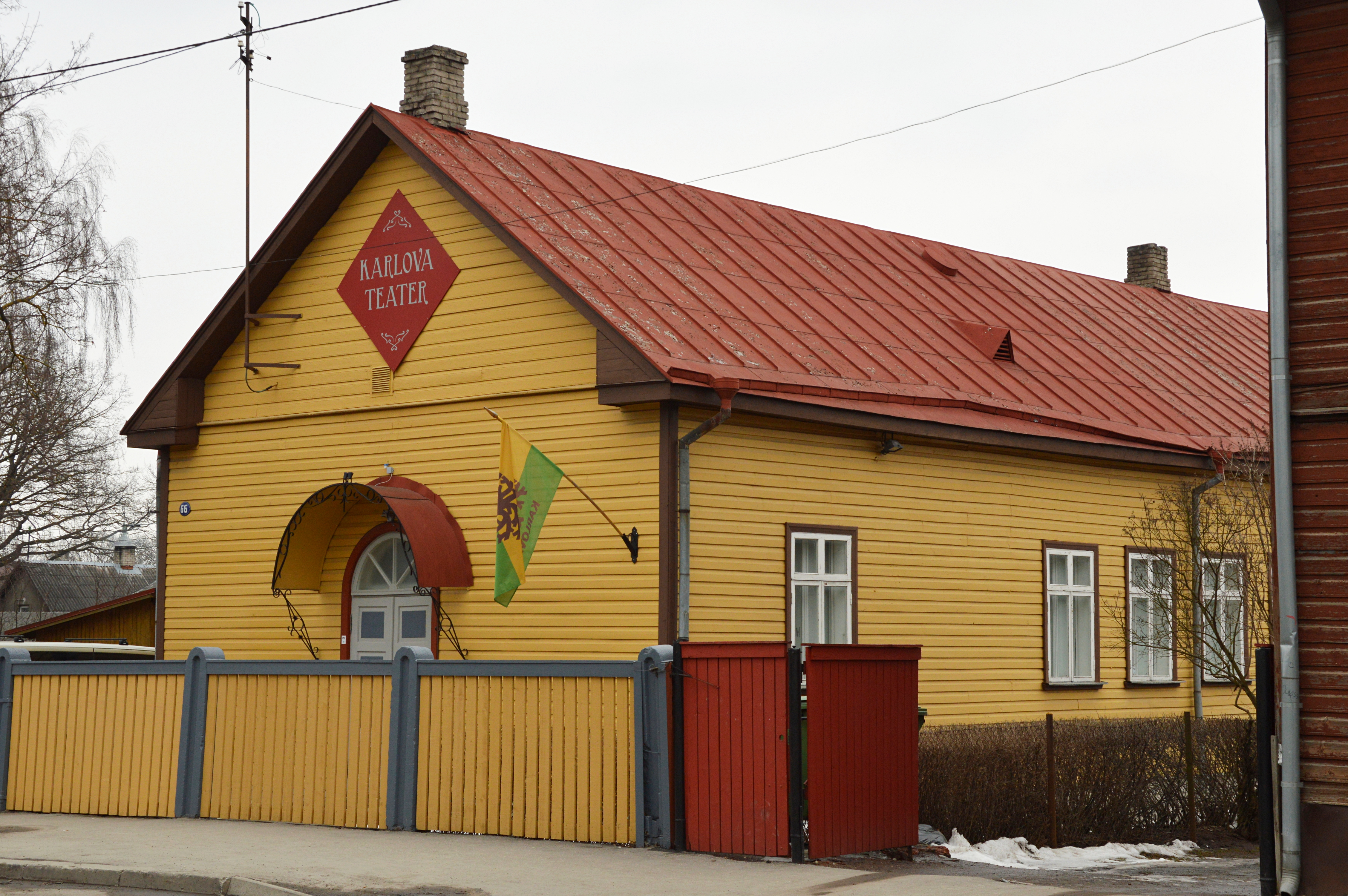
Tähe 66
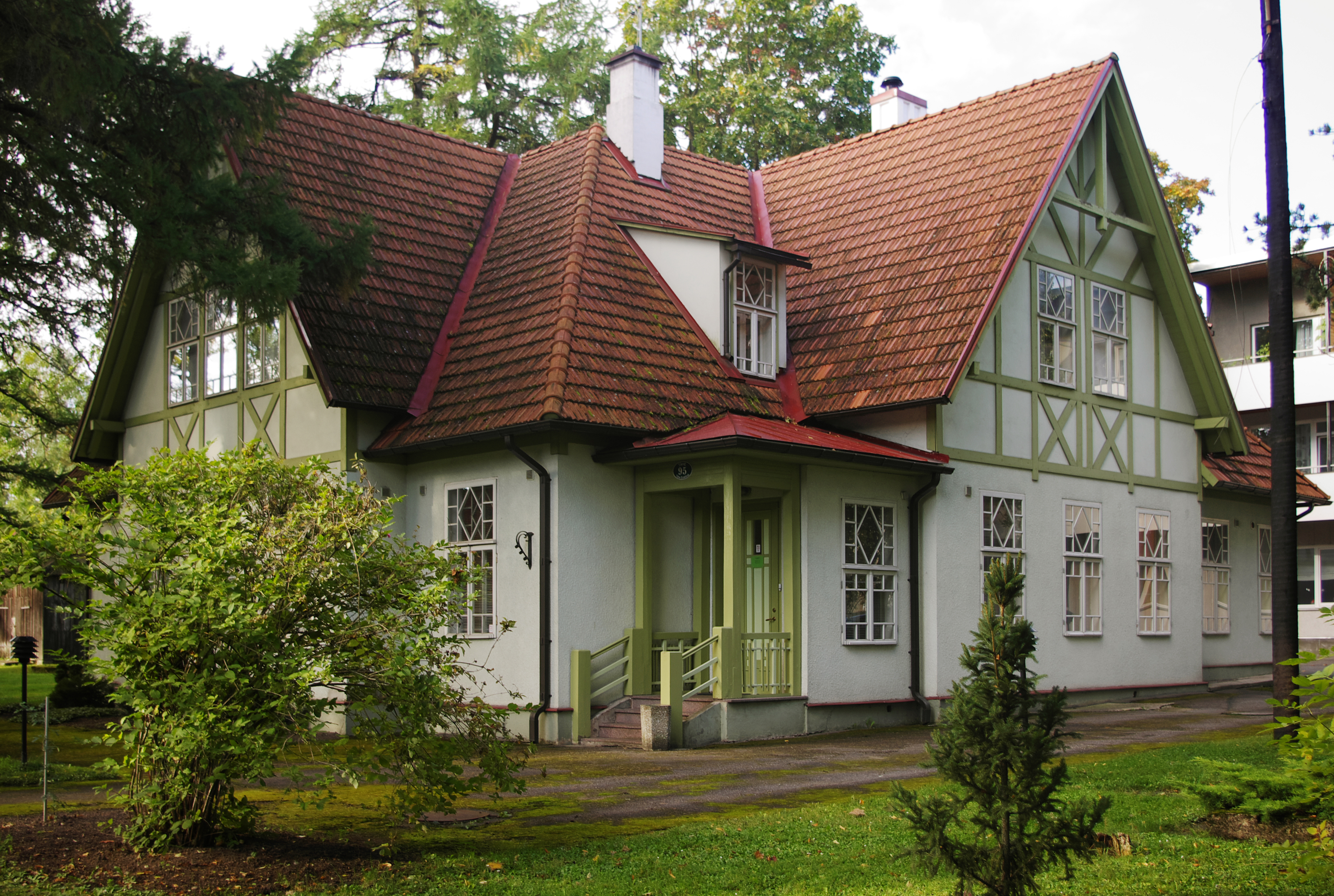
Tähe 95